# Gamasiphis saccus
Gamasiphis saccus är en spindeldjursart som beskrevs av Lee 1973. Gamasiphis saccus ingår i släktet Gamasiphis och familjen Ologamasidae. Inga underarter finns listade i Catalogue of Life.